# Catadupa integrana
Catadupa integrana är en fjärilsart som beskrevs av Walker 1863. Catadupa integrana ingår i släktet Catadupa och familjen mott. Inga underarter finns listade i Catalogue of Life.